# Championnats du monde de semi-marathon
Les Championnats du monde de semi-marathon sont une compétition annuelle d'athlétisme organisée par l'IAAF qui désigne un champion du monde individuel et par équipe de l'épreuve du semi-marathon. La première édition se déroule en 1992 à Newcastle upon Tyne, au Royaume-Uni. L'épreuve est remplacée en 2006 et 2007 par les Championnats du monde de course sur route, puis reprend son nom d'origine en 2008. Depuis 2010, l'épreuve se dispute tous les deux ans.

## Éditions
| Année | Ville                 | Pays        | Participants | Nations |
| ----- | --------------------- | ----------- | ------------ | ------- |
| 1992  | Newcastle upon Tyne   | Royaume-Uni | 204          | 36      |
| 1993  | Bruxelles             | Belgique    | 254          | 49      |
| 1994  | Oslo                  | Norvège     | 215          | 47      |
| 1995  | Montbéliard – Belfort | France      | 247          | 54      |
| 1996  | Palma de Majorque     | Espagne     | 209          | 53      |
| 1997  | Košice                | Slovénie    | 228          | 45      |
| 1998  | Zurich                | Suisse      | 236          | 54      |
| 1999  | Palerme               | Italie      | 193          | 48      |
| 2000  | Veracruz              | Mexique     | 182          | 52      |
| 2001  | Bristol               | Royaume-Uni | 202          | 52      |
| 2002  | Bruxelles             | Belgique    | 201          | 60      |
| 2003  | Vilamoura             | Portugal    | 171          | 49      |
| 2004  | New Delhi             | Inde        | 152          | 55      |
| 2005  | Edmonton              | Canada      | 156          | 43      |
| 2006  | Debrecen              | Hongrie     | 160          | 42      |
| 2007  | Udine                 | Italie      | 144          | 37      |
| 2008  | Rio de Janeiro        | Brésil      | 157          | 43      |
| 2009  | Birmingham            | Royaume-Uni | 158          | 39      |
| 2010  | Nanning               | Chine       | 123          | 30      |
| 2012  | Kavarna               | Bulgarie    | 147          | 42      |
| 2014  | Copenhague            | Danemark    | 201          | 56      |
| 2016  | Cardiff               | Royaume-Uni | 174          | 47      |
| 2018  | Valence               | Espagne     | 279          | 80      |
| 2020  | Gdynia                | Pologne     |              |         |

## Records
| Type                 | Temps           | Athlète(s)                                          | Nationalité | Édition |
| -------------------- | --------------- | --------------------------------------------------- | ----------- | ------- |
| Hommes               | 58 min 49 s     | Jacob Kiplimo                                       | Ouganda     | 2020    |
| Femmes               | 1 h 5 min 16 s  | Peres Jepchirchir                                   | Kenya       | 2020    |
| Par équipes (hommes) | 2 h 58 min 58 s | Geoffrey Kamworor Bedan Karoki Simon Cheprot        | Kenya       | 2016    |
| Par équipes (femmes) | 3 h 22 min 30 s | Mary Keitany Philes Ongori Caroline Cheptanui Kilel | Kenya       | 2016    |

| Type                 | Temps               | Athlète(s)                                     | Nationalité | Édition |
| -------------------- | ------------------- | ---------------------------------------------- | ----------- | ------- |
| Hommes               | 59 min 59 s         | Zersenay Tadese                                | Érythrée    | 2007    |
| Femmes               | 1 h 6 min 25 s (WR) | Lornah Kiplagat                                | Pays-Bas    | 2007    |
| Par équipes (hommes) | 2 h 58 min 54 s     | Patrick Makau Evans Cheruiyot Robert Kipchumba | Kenya       | 2007    |
| Par équipes (femmes) | 3 h 23 min 33 s     | Mary Keitany Pamela Chepchumba Everline Kimwei | Kenya       | 2007    |